# 샤론 휴겐니

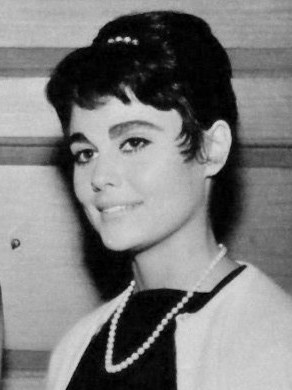

샤론 휴겐니(Sharon Hugueny, 1944년 2월 29일 ~ 1996년 7월 3일)는 미국의 배우, 연극 배우, 텔레비전 배우, 영화배우이다.
로스앤젤레스에서 태어났다.

## 영화
- 케어테이커 (1963년)
- 머조러티 오브 원 (1961년)
- 선셋 77번가 (1958년)